# Decibel
Decibel - còn viết là đề-xi-ben (viết tắt là dB) - Là đơn vị đo lường mang tính tương quan, tính theo thang logarit. Thể hiện tỉ số tham chiếu giữa 2 đại lượng tỉ lệ theo công suất (năng lượng âm thanh, công suất điện/điện tử, cường độ âm thanh, ..v.v), hoặc giữa 2 đại lượng có bình phương của chúng tỉ lệ theo công suất (áp lực âm thanh, điện áp, cường độ dòng điện, biên độ, lực điện từ, ..v.v).
Tầm nghe của con người khoảng từ 16 đến 130 dB. Dưới 20 dB thì nghe rất khó nghe, còn trên 120 dB thì tai sẽ bị đau đớn và trên 130 dB trong khoảng thời gian dài sẽ bị điếc vĩnh viễn. Trên 130 dB bộ não sẽ gần như chết.

## Cách tính
Có hai cách tính dB: một dựa trên sự so sánh về điện áp và một dựa trên sự so sánh về công suất. Hai cách này hoàn toàn khác nhau.

### Dựa trên sự so sánh về điện áp
Công thức tính 1B (bel) = 10 dB (decibel) = 100 cB (centibel)
```
dB = 20 Log U1/U2
```

Ví dụ: Cho tần số 1 KHz biên độ 1V RMS ở ngõ vào một ampli và đo được 20V RMS ở ngõ ra. Sau đó, để kiểm tra bandwidth của amply, ta tăng tần số lên 20 KHz (vẫn giữ biên độ 1V RMS) và đo được ở ngõ ra là 10V RMS ta sẽ thấy sự giảm tính theo dB là: 20 Log 20/10 = 6 dB

### Dựa trên sự so sánh về công suất
Công thức tính dB = 10 Log P1/P2
Ví dụ: Một ampli cung cấp cho một loa (8 ohm) một công suất là 50 watt. Nếu đổi một loa khác và có được một công suất là 100 watt. Vậy khác biệt là 10 Log 100/50 hay 3 dB, tức công suất tăng thêm 3 dB.
Áp dụng thực tế
Một người muốn mua loa và đang quan tâm đến vấn đề độ nhạy và lo lắng không biết cái loa của mình có phù hợp công suất với cái ampli hay không? Hãy giả định một số điều mà có lẽ nó đúng với mọi người: âm lượng tối đa để nghe nhạc là 102 dB.
Nếu người đó có một loa với độ nhạy 82 dB/w/m thì anh ta sẽ cần sự khuếch đại thêm 20 dB tức là một ampli tối thiểu 100 watt. Nếu độ nhạy loa là 90 dB/w/m thì anh ta sẽ cần sự khuếch đại thêm 12 dB tức là một ampli công suất 15,8 watt. Nếu độ nhạy loa là 93 dB/w/m thì cần một ampli công suất 7,95 watt.